# Club Chūō
El Club Chūō (中央倶楽部 Chūō Kurabu?,  lit. «Club Central») fue un partido político de Japón que existió a finales de la era Meiji e inicios de la era Taisho.

## Historia
El partido fue establecido en marzo de 1910 por un grupo de alrededor de 50 parlamentarios que anteriormente habían sido miembros del Club Boshin y del Club Daidō o que se habían sentado como independientes, luego de negociaciones entre Hida Kageyuki y Nakamura Yaroku del Club Boshin y Adachi del Club Daidō. Kenzo, junto con la intervención del Ministro de Agricultura y Comercio, Ōura Kanetake conservó la asociación de los antiguos partidos con la facción del ejército encabezada por Yamagata Aritomo y Katsura Tarō.
En las elecciones de 1912 se redujo a 31 escaños, y dejó de existir en febrero del año siguiente cuando se fusionó con la facción reformista del Rikken Kokumintō para formar el Rikken Dōshikai.